# Schizura cinereofrons
Schizura cinereofrons är en fjärilsart som beskrevs av Alpheus Spring Packard 1864. Schizura cinereofrons ingår i släktet Schizura och familjen tandspinnare. Inga underarter finns listade.